# Бечей (община)
Бечей (серб. Бечеј) — община в Сербии, входит в Южно-Бачский округ.
Население общины составляет 39 317 человек (2007 год), плотность населения составляет 81 чел./км². Занимаемая площадь — 486 км², из них 87,0 % используется в промышленных целях.
Административный центр общины — город Бечей. Община Бечей состоит из 5 населённых пунктов, средняя площадь населённого пункта — 97.2 км².

## Статистика населения общины
| Год  | Население, чел. |
| ---- | --------------- |
| 1991 | 43 758          |
| 2001 | 41 146          |
| 2002 | 40 928          |
| 2003 | 40 580          |
| 2004 | 40 238          |
| 2005 | 39 912          |
| 2006 | 39 597          |
| 2007 | 39 317          |